# Okonek

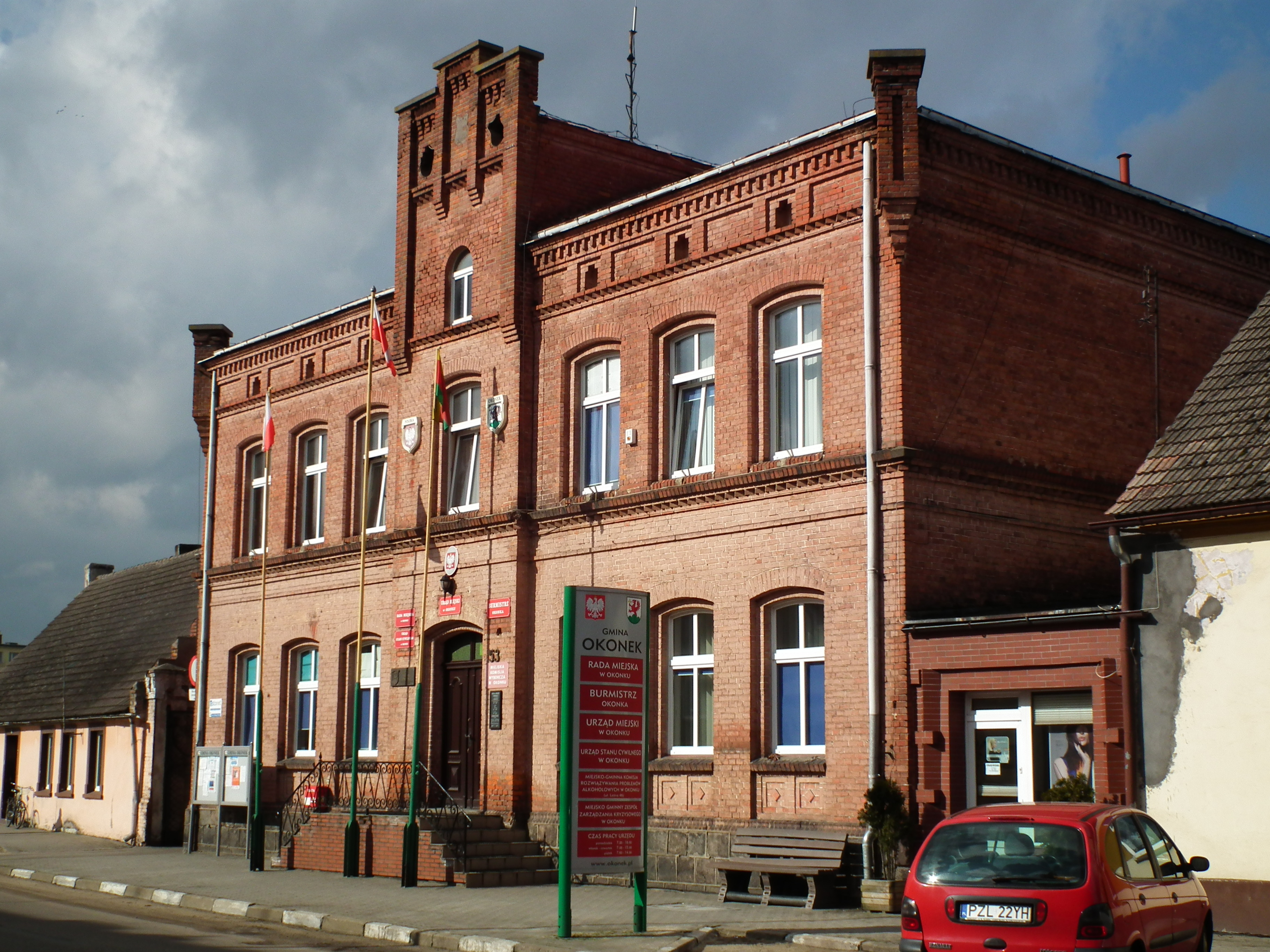
Okoneks stadshus.

Okonek, tyska: Ratzebuhr, är en småstad i västra Polen, belägen i distriktet Powiat złotowski i nordligaste delen av Storpolens vojvodskap. Befolkningen i staden uppgick till 3 946 invånare i december 2016. Orten är centralort i en stads- och landskommun med totalt 8 730 invånare 2016.

## Geografi
Okonek ligger vid floden Czarna omkring 15 kilometer sydost om Szczecinek.

## Historia
Orten ligger i den historiska regionen Hinterpommern och grundades 1554 som en by under hertig Barnim IX av Pommerns regering, i hertigdömet Pommern-Szczecins sydöstra utkant. Hertig Johan Fredrik av Pommern gav byn rätt till årliga marknader 1592. 1653 blev orten tillsammans med Pommern del av kurfurstendömet Brandenburg. Under Karl X Gustavs polska krig 1658 brändes byn ned av polska trupper med undantag av två gårdar.
Orten kom tillsammans med brandenburgska Pommern att ingå i kungadömet Preussen från 1701. I samband med kung Fredrik II av Preussens bosättningsprogram i regionen kom även gränsorten Ratzebuhr att upphöjas till stad av kungen 1754 med stadsrättigheter enligt lybsk rätt, och vävare uppmuntrades att slå sig ner i staden och starta en textilindustri. I början av 1780-talet torrlades våtmarkerna väster om staden och en omfattande uppodling inleddes. 
Efter Wienkongressen 1815 kom staden att ligga nära gränsen mot det ryska Kongresspolen och som följd av detta drabbades stadens textilindustri av ekonomisk tillbakagång på grund av tullhinder. Många textilarbetare utvandrade över gränsen till Polen under denna period. Först genom anslutningen till järnvägsnätet 1878 kom industrialiseringen att ge orten ett ekonomiskt uppsving, med två väverier, två sågverk, ett tegelbruk och en möbelfabrik. 1914 grundades en handelsträdgård som kom att bli ledande i Europa på odling av Edelweiss.
Mellan 1815 och 1945 tillhörde orten den preussiska Landkreis Neustettin i Regierungsbezirk Köslin, provinsen Pommern, från 1871 även som del av Tyska riket. Efter andra världskrigets slut fördrevs den kvarvarande tyskspråkiga majoritetsbefolkningen från området öster om Oder-Neisse-linjen och Ratzebuhr gavs det polskspråkiga namnet Okonek av den polska civila administrationen.